# Сант'Анђело ин Вадо
Сант'Анђело ин Вадо (итал. Sant'Angelo in Vado) је насеље у Италији у округу Пезаро и Урбино, региону Марке.
Према процени из 2011. у насељу је живело 3638 становника. Насеље се налази на надморској висини од 350 м.

## Становништво
| 1931. | 1936. | 1951. | 1961. | 1971. | 1981. | 1991. | 2001. | 2011. |
| ----- | ----- | ----- | ----- | ----- | ----- | ----- | ----- | ----- |
| 4.364 | 4.569 | 4.838 | 4.031 | 3.603 | 3.706 | 3.777 | 3.868 | 4.107 |